# Японский календарь
С 1 января 1873 года в Японии был принят григорианский календарь. До 1873 года широко использовался японский традиционный лунно-солнечный календарь, который основывался на китайском календаре. Традиционный календарь используется сейчас в основном в церемониальных, астрологических и культурных целях. Система традиционного японского летосчисления (счёт лет по императорам) продолжает и поныне широко использоваться в повседневной жизни.

## Летосчисление
После принятия григорианского календаря в Японии фактически на равных использовались три разные системы летосчисления:
- от основания Японии (яп. 皇紀 ко: ки) — древняя календарная система, с точкой отсчёта 660 год до н. э., когда, согласно легенде, император Дзимму основал Японское государство;
- от начала правления императора (яп. 元号 гэнго: ) — годы исчисляются от года начала правления императора, например, 2012 год является 24 годом Хэйсэй;
- от Рождества Христова (Наша эра) (яп. 西暦 сэйрэки).

Из трёх систем две последние используются и сегодня. Система исчисления от основания Японии использовалась с 1873 года и до конца Второй мировой войны. Разработкой этой абсолютной хронологической шкалы занимался Миёси-но Киёюки (847—918), который подсчитал, что от начала правления первого легендарного императора Дзимму (660 г. до н. э.) до 9-го года правления Суйко (601 год) прошло 1260 лет. Во время реставрации Мэйдзи древний счёт лет восстановили: в 1872 году было введено понятие «эры императоров» (яп. 皇紀 ко:ки) — в националистических целях, чтобы доказать европейцам древность японской истории. Но продержалась такая система только до конца Второй мировой войны.

## Месяцы

### Современные
Современные названия японских месяцев буквально переводятся как «первая луна», «вторая луна» и. т. д. где соответствующая цифра соединяется с суффиксом луна (яп. 月 гацу):
| Январь   | 一月   | итигацу      |
| Февраль  | 二月   | нигацу       |
| Март     | 三月   | сангацу      |
| Апрель   | 四月   | сигацу       |
| Май      | 五月   | гогацу       |
| Июнь     | 六月   | рокугацу     |
| Июль     | 七月   | ситигацу     |
| Август   | 八月   | хатигацу     |
| Сентябрь | 九月   | кугацу       |
| Октябрь  | 十月   | дзю: гацу    |
| Ноябрь   | 十一月 | дзю: итигацу |
| Декабрь  | 十二月 | дзю: нигацу  |

Использование арабских цифр для обозначения месяца (1月, 2月 и. т. д.) широко распространено и является практически нормой.

### Традиционные
Каждый месяц японского традиционного календаря имеет несколько лишь ему присущих названий, отражающих приметы времени года, характер сельскохозяйственных занятий, обычаи и обряды.
Старый японский календарь был основан на китайском лунном календаре. Год, по лунному календарю, начинается на 3—7 недель позже григорианского года, так что первый месяц традиционного календаря совсем не равен январю.
| 1-й месяц  | 睦月                   | муцуки                     | месяц дружбы                                                                                 |
| 2-й месяц  | 如月 или 衣更着        | кисараги или кинусараги    | месяц одежды, или тюсюн — середина весны                                                     |
| 3-й месяц  | 弥生                   | яёи                        | месяц произрастания                                                                          |
| 4-й месяц  | 卯月                   | удзуки                     | месяц унохана или уцуги, унохана — это кустарник, разновидность дейции                       |
| 5-й месяц  | 皐月 или 早月 или 五月 | сацуки                     | месяц рисовых посевов, или тюка — середина лета                                              |
| 6-й месяц  | 水無月                 | минацуки или минадзуки     | безводный месяц                                                                              |
| 7-й месяц  | 文月                   | фумидзуки или фудзуки      | месяц написания поэзии                                                                       |
| 8-й месяц  | 葉月                   | хадзуки                    | месяц (опадающей) листвы, или цукимидзуки — месяц любования луной, или тюсю — середина осени |
| 9-й месяц  | 長月                   | нагацуки                   | месяц долгих ночей, или кикудзуки — месяц хризантем                                          |
| 10-й месяц | 神無月                 | каминадзуки или каннадзуки | месяц без богов, или каминари — месяц без грома, или каминасу — месяц приготовления сакэ     |
| 11-й месяц | 霜月                   | симоцуки                   | месяц инея, или тюто — середина зимы                                                         |
| 12-й месяц | 師走                   | сивасу                     | месяц окончания дел                                                                          |

### Сезоны
Год, кроме того, делился на 24 сезона, согласно календарю, заимствованному у китайцев. Эти сезоны сегодня учитываются при выборе кимоно и украшений для причёсок, в особенности гейшами.

## Недели
Японцы используют обычную семидневную неделю, соответствующую западному календарю. Семидневная неделя в Японии использовалась для астрологических и некоторых других целей ещё до принятия григорианского календаря. Фукудзава Юкити был ключевой фигурой в решении принять эту систему в качестве официальной. Имена дней происходят от луны и солнца (инь и ян), а также из названий пяти видимых планет, которые, в свою очередь, названы в честь пяти китайских элементов (дерево, огонь, земля, металл, вода).
| Японский | Кириллица | Элемент         | Русское название |
| -------- | --------- | --------------- | ---------------- |
| 日曜日   | нитиё: би | Солнце          | Воскресенье      |
| 月曜日   | гэцуё: би | Луна            | Понедельник      |
| 火曜日   | каё: би   | Огонь (Марс)    | Вторник          |
| 水曜日   | суйё: би  | Вода (Меркурий) | Среда            |
| 木曜日   | мокуё: би | Дерево (Юпитер) | Четверг          |
| 金曜日   | кинъё: би | Металл (Венера) | Пятница          |
| 土曜日   | доё: би   | Земля (Сатурн)  | Суббота          |

Месяц также делится на три 10-дневных периода (декады). Каждый называется дзюн (яп. 旬). Первый дзё: дзюн (яп. 上旬), второй тю: дзюн (яп. 中旬), третий гэдзюн (яп. 下旬). Эти названия часто используются для указания приблизительного времени, например: «температура обычна для дзё: дзюн апреля».

## Дни
Каждый день в месяце имеет систематическое имя:
| 1  | 一日 | цуйтати (иногда итидзицу) | 11 | 十一日 | дзю: итинити  | 21 | 二十一日 | нидзю: итинити  |
| 2  | 二日 | фуцука                    | 12 | 十二日 | дзю: нинити   | 22 | 二十二日 | нидзю: нинити   |
| 3  | 三日 | микка                     | 13 | 十三日 | дзю: саннити  | 23 | 二十三日 | нидзю: саннити  |
| 4  | 四日 | ёкка                      | 14 | 十四日 | дзю: ёкка     | 24 | 二十四日 | нидзю: ёкка     |
| 5  | 五日 | ицука                     | 15 | 十五日 | дзю: гонити   | 25 | 二十五日 | нидзю: гонити   |
| 6  | 六日 | муйка                     | 16 | 十六日 | дзю: рокунити | 26 | 二十六日 | нидзю: рокунити |
| 7  | 七日 | нанока                    | 17 | 十七日 | дзю: ситинити | 27 | 二十七日 | нидзю: ситинити |
| 8  | 八日 | ё: ка                     | 18 | 十八日 | дзю: хатинити | 28 | 二十八日 | нидзю: хатинити |
| 9  | 九日 | коконока                  | 19 | 十九日 | дзю: кунити   | 29 | 二十九日 | нидзю: кунити   |
| 10 | 十日 | то: ка                    | 20 | 二十日 | хацука        | 30 | 三十日   | сандзю: нити    |
|    |      |                           |    |        |               | 31 | 三十一日 | сандзю: итинити |

Использование арабских, а не японских цифр для обозначения дней (13日, 14日 и. т. д.) широко распространено и является практически нормой.
Цуйтати это уменьшительная форма от цукитати, что означает первый день месяца. В традиционном календаре последний день месяца называется мисока (яп. 晦日). Сегодня числа 28—31 плюс нити встречаются намного более часто. Но мисока часто используется, например в контрактах, договорах и. т. д., определяя то, что платёж должен быть сделан в последний день месяца, неважно какого числа. Последний день года это о:мисока (яп. 大晦日, большой последний день), и этот термин все ещё широко используется.

### Рокуё
Рокуё (яп. 六曜 рокуё:) — последовательности по шесть дней, вычисляемые по китайскому календарю, по которым японцы пытались предсказывать удачность дня. «Рокуё» часто встречается в японских календарях, эту систему используют для вычисления дней свадеб и похорон, хотя большинство японцев не пользуются ею постоянно. Другое название «рокуё» — рокки (яп. 六輝).
| Кандзи | Система Поливанова | Значение |
| ------ | ------------------ | --- |
| 先勝   | сэнсё:             | До полудня удачный день, после полудня — неудачный. Хорош для утренних начинаний. |
| 友引   | томобики           | Неудачный день для друзей и родственников. В этот день не устраивают похорон: томо (яп. 友) — «друг», хики (яп. 引) — тянуть, то есть, друзей или родственников может утянуть за умершим. Крематории обычно не работают в томобики. |
| 先負   | сэмбу              | Неудачный до полудня, удачный после полудня день. |
| 仏滅   | буцумэцу           | Символизирует день, когда умер Будда. Считается самым несчастливым днём. Свадьбы не играются в «буцумэцу», а некоторые дзиндзя закрывают офисы на этот день.                                                                        |
| 大安   | тайан              | Самый удачный день. Хорош для свадеб и начинаний. |
| 赤口   | сякко:             | Час лошади (11—13 часов) — удачен, остальные — нет. Дух дня — Акасита. |

Рокуё можно легко высчитать по японскому лунно-солнечному календарю. Первое января — это всегда «сэнсё», второе — томобики, и т. п. Первого февраля отсчёт начинается заново с «томобики». Первое марта — «сэмбу», и так далее для шести месяцев. Потом отсчёт начинается заново: 1 июля — «сэнсё», 1 декабря — «сякко», а день, считающийся идеальным для наблюдения луны, 15 августа, всегда «буцумэцу». Система «рокуё» набрала популярность в период Эдо.

## Национальные праздники
| Дата                        | Русское название             | Местное название | Кириллица           |
| --------------------------- | ---------------------------- | ---------------- | ------------------- |
| 1 января                    | Первый день Нового года      | 元日             | гандзицу            |
| Второй понедельник января   | День совершеннолетия         | 成人の日         | сэйдзин но хи       |
| 11 февраля                  | День основания государства   | 建国記念の日     | кэнкоку кинэн но хи |
| 23 февраля                  | День рождения императора     | 天皇誕生日       | тэнно: тандзё:би    |
| 20 или 21 марта             | День весеннего равноденствия | 春分の日         | сюмбун но хи        |
| 29 апреля                   | День Сёва                    | 昭和の日         | сё:ва но хи         |
| 3 мая                       | День конституции             | 憲法記念日       | кэмпо: кинэмби      |
| 4 мая                       | День зелени                  | みどりの日       | мидори но хи        |
| 5 мая                       | День детей                   | こどもの日       | кодомо но хи        |
| Третий понедельник июля     | День моря                    | 海の日           | уми но хи           |
| Третий понедельник сентября | День почитания старших       | 敬老の日         | кэйро: но хи        |
| 23 или 24 сентября          | День осеннего равноденствия  | 秋分の日         | сю:бун но хи        |
| Второй понедельник октября  | День спорта                  | 体育の日         | тайику но хи        |
| 3 ноября                    | День культуры                | 文化の日         | бунка но хи         |
| 23 ноября                   | День благодарности труду     | 勤労感謝の日     | кинро: канся но хи  |

  — праздники, входящие в японскую золотую неделю.